# Petrovce (district de Rimavská Sobota)
Petrovce (hongrois : Gömörpéterfala) est un village de Slovaquie situé dans la région de Banská Bystrica.

## Histoire
La première mention écrite du village date de 1427.
La localité fut annexée par la Hongrie après le premier arbitrage de Vienne le 2 novembre 1938. En 1938, on comptait 593 habitants. Elle faisait partie du district de Rimavská Sobota (hongrois : Rimaszombati járás). Le nom de la localité avant la Seconde Guerre mondiale était Petrovce/Péterfala. Durant la période 1938 - 1945, le nom hongrois Gömörpéterfala était d'usage. À la libération, la commune a été réintégrée dans la Tchécoslovaquie reconstituée.

## Démographie

### Évolution de la population
| Année:               | 1994. | 2004.   | 2014.    | 2024.   |
| -------------------- | ----- | ------- | -------- | ------- |
| Nombre de personnes: | 296   | 259     | 233      | 210     |
| Différence:          |       | -12,5 % | -10,03 % | -9,87 % |

| Année:               | 2023. | 2024.   |
| -------------------- | ----- | ------- |
| Nombre de personnes: | 201   | 210     |
| Différence:          |       | +4,47 % |